# Naüm Ahiezer
Naüm Ahiezer (rus: Наум Ильич Ахиезер)  (Txerikov, 6 de març de 1901 - Khàrkiv, 3 de juny de 1980) va ser un matemàtic soviétic.

## Vida i Obra
Nascut a la província de Mogilev (actual Belarús), va estudiar a la universitat de Kíiv on es va graduar el 1924 i va ser deixeble de recerca de Dmitri Grave des de 1925 fins a 1928. Fins al 1933 va treballar a la universitat de Kíiv i a l'Institut d'Aviació de Kíev i, en aquest any es va traslladar a la universitat de Khàrkiv per dirigir el seu Institut de Recerca de Matemàtiques i Mecànica. En aquesta ciutat va establir una estreta amistat personal i científica amb els matemàtics Boris Levin i Mark Krein.
Durant l'ocupació nazi de la Segona Guerra Mundial, va ser destinat al Institut Miner i Metal·lúrgic d'Alma-Ata (al actual Kazakhstan) (1941-1943) i e l'Institut d'Enginyeria de l'Energia de Moscou (1943-1947). El 1947 va retornar a la universitat de Khàrkiv, de on ja no es va bellugar més, essent el cap del departament de teoria de funcions, de física matemàtica i d'enginyeria física i tecnològica.
Ahiezer va treballar sobre tot en teoria de les funcions i, més en concret, en teoria de l'aproximació. El teorema que porta el seu nom:
{\displaystyle {E_{n-1}}^{(alg)}[f]\leq {\frac {8}{\pi }}\sum \limits _{k=0}^{\infty }{\frac {(-1)^{k}}{2k+1}}\cdot {\frac {q^{(2k+1)n}}{1+q^{2(2k+1)n}}}}, (Teorema d'Ahiezer)
és un resultat important en aquest camp. També va fer aportacions importants en els camps de les equacions integrals i dels polinomis ortogonals.
Va publicar unes cent-cinquanta obres científiques, entre les quals hi ha les conegudes monografies sobre operadors lineals en espais de Hilbert, sobre transformades integrals i sobre càlcul de variacions. També va liderar el gran esforç d'editar les obres de Serguei Bernstein en quatre volums.